# Ardıçalan, İmranlı
Ardıçalan là một xã thuộc huyện İmranlı, tỉnh Sivas, Thổ Nhĩ Kỳ. Dân số thời điểm năm 2011 là 48 người.